# Triséléniure d'arsenic
Le triséléniure d'arsenic, ou séléniure d'arsenic(III), est un composé chimique de formule As2Se3. Il se présente sous la forme d'un solide brun à noir inodore, pratiquement insoluble dans l'eau et instable à température élevée. Les granulés sont noirs, brillants et cassants. La substance s'oxydant facilement, elle contient généralement des oxydes de sélénium et d'arsenic.
Ce matériau est utilisé sous forme amorphe dans les verres de chalcogénures pour les applications optiques infrarouges. Lorsqu'il est pur, il transmet les longueurs d'onde d'environ 0,7 à 19 µm. Il cristallise dans le système monoclinique avec le groupe d'espace P21/n (no 14, position 2). Deux autres phases existent à haute pression, dont une appartient au groupe d'espace C2/m (no 12).
On peut obtenir le triséléniure d'arsenic en faisant réagir les éléments sous vide à des températures supérieures à 200 °C :
2 As + 3 Se ⟶ As2Se3.
Le triséléniure d'arsenic est par exemple utilisé comme revêtement photosensible et comme photoconducteur à la surface du tambour de transfert dans les appareils utilisés en électrophotographie tels que les photocopieurs et les imprimantes laser.